# Chrysoperla
Genre
Chrysoperla est un genre d'insectes névroptères de la famille des chrysopidés, dont les larves ont pour proies principalement les pucerons, les acariens, les cochenilles, les psylles, les thrips, les œufs de lépidoptères et d'aleurodes sur les feuillus, les arbres fruitiers, la vigne, les grandes cultures, les cultures légumières et les cultures ornementales. Ces chrysopes peuvent être utilisées comme auxiliaires dans la lutte intégrée contre les ravageurs des cultures.
Contrairement aux espèces du genre Chrysopa où les adultes et les larves sont des prédateurs, seules les larves des espèces du genre Chrysoperla s'attaquent à de petits invertébrés, les adultes se nourrissant de liquides sucrés, de miellat, de pollen.

## Description et identification
Chrysoperla a des adultes avec une bande pâle jaunâtre au milieu du corps.
Les espèces peuvent avoir une morphologie proche mais peuvent être facilement différenciées avec les signaux vibratoires utilisés pour attirer les partenaires. Par exemple, l'espèce du sud de l'Europe, C. mediterranea semble similaire à son cousin du nord, C. carnea, mais leurs chants nuptiaux sont très différents.

## Liste d'espèces rencontrées en Europe
Selon Fauna Europaea (1er décembre 2022) :
- Chrysoperla agilis
- Chrysoperla carnea
- Chrysoperla lucasina
- Chrysoperla mediterranea
- Chrysoperla mutata
- Chrysoperla nigrinervis
- Chrysoperla pallida
- Chrysoperla renoni